# Griesstetten
Griesstetten ist ein Gemeindeteil der Stadt Dietfurt an der Altmühl im Landkreis Neumarkt in der Oberpfalz. Das Kirchdorf liegt im unteren Altmühltal nahe Dietfurt unmittelbar am Main-Donau-Kanal.

## Geschichte

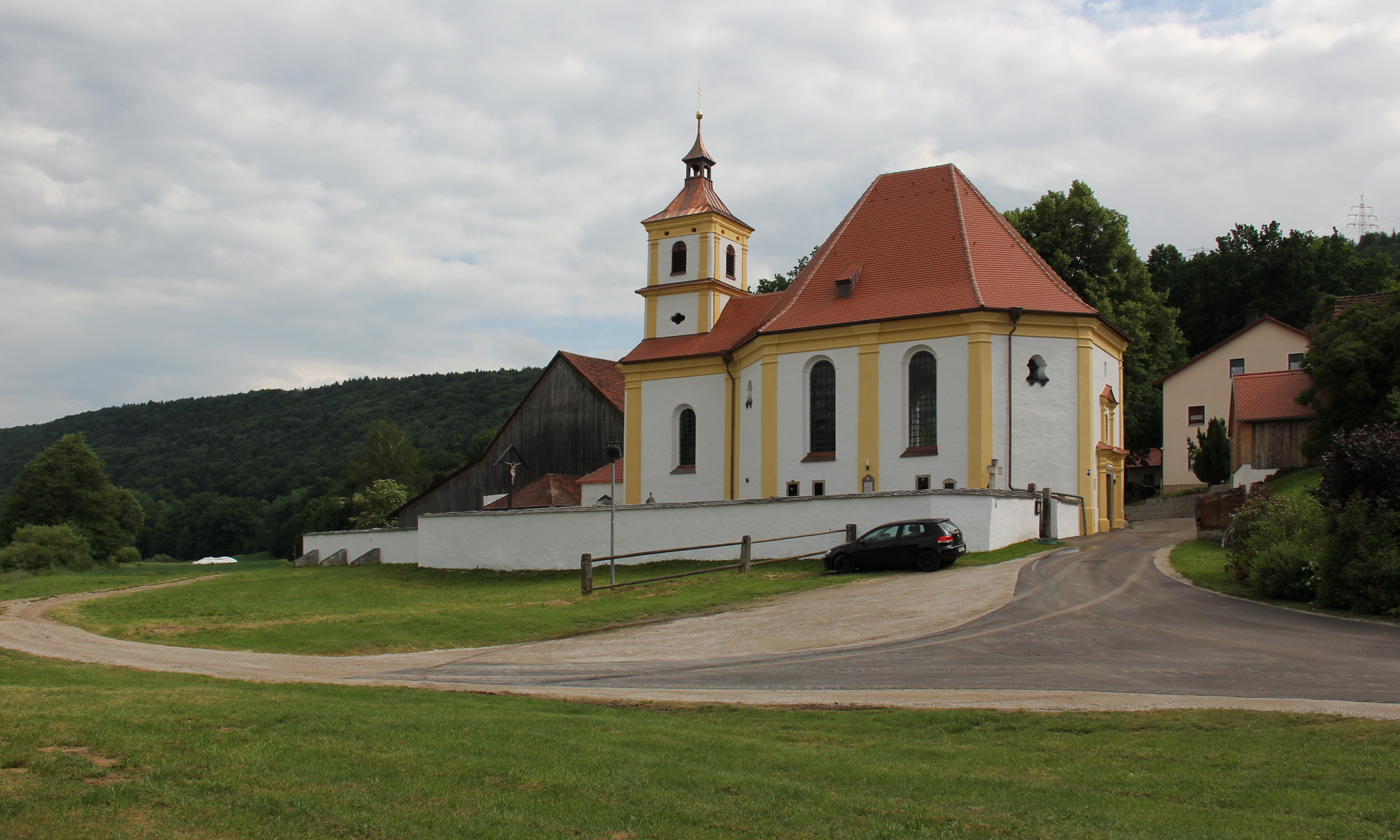
Wallfahrtskirche St. Martin

Bei Griesstetten wurde ein Grabhügelfeld mit mindestens 40 Grabhügeln gefunden sowie Siedlungsfunde der Urnenfelderzeit gemacht. Bauern der Jungsteinzeit gründeten in der Nähe um 2500 v. Chr. ein großes Dorf, das beim Bau des neuen Kanals entdeckt und archäologisch ergraben wurde, begleitet von naturwissenschaftlichen Forschungen zum damaligen Klima und zur damaligen Vegetation.
Die Wallfahrtskirche St. Martin ist ein barocker Zentralbau, der anstelle eines älteren, im Dreißigjährigen Krieg zerstörten Bauwerks in den Jahren 1740–1747 erbaut wurde. Sie ist idyllisch an der Altmühl gelegen; der ursprünglich höhere Turm musste aus statischen Gründen später in der Höhe reduziert werden. Die Wallfahrt gehört zu den ältesten in der Region und ist bereits im 12. Jahrhundert nachweisbar. Sie galt den Reliquien dreier Benediktinermönche, die aus dem Schottenkloster St. Jakob in Regensburg kamen und sich im 11. Jahrhundert im Altmühltal niederließen.
Der Weiler Griesstetten gehört politisch zu Dietfurt, kirchlich zur Pfarrei Altmühlmünster (Bistum Regensburg), wird aber seit 1832 von den Dietfurter Franziskanern betreut. Neben der Pfarrkirche steht eine Wegkapelle „Hl. Dreifaltigkeit“ aus der 2. Hälfte des 19. Jahrhunderts.